# 南岸私塾
南岸私塾坐落在湖南省韶山市韶山乡土地冲，现在是中国青少年励志教育基地、全国重点文物保护单位，始建于清朝晚期，毛泽东曾在此就读。

## 沿革
南岸私塾建立于清朝晚期。1902年（清朝光绪二十八年），毛泽东在南岸私塾读书，读了2年，主要学儒家经典《三字经》、《百家姓》、《论语》、《孟子》和《诗经》，时任老师邹春培。1968年4月17日，湖南省革命委员会常委会议决定开发南岸私塾给旅游者参观，韶山管理局负责监管，12月26日，南岸私塾正式开放参观。2002年10月，韶山管理局对南岸私塾进行翻修维护。2010年10月，韶山毛泽东同志纪念馆对南岸私塾进行翻修。
1972年9月1日，湖南省革命委员会将南岸私塾评为省级重点文物保护单位。2006年5月25日公布为第六批全国重点文物保护单位。

## 建筑
南岸私塾主要是清朝建筑，外面的墙是青砖，其他都是泥砖，屋顶是青瓦，墙面是白色，建筑面积394.52平方米，房间共计9间。